# Meurtres à l'Empire State Building
Pour plus de détails, voir Fiche technique et Distribution.
Meurtres à l'Empire State Building est un téléfilm de fiction français de 1 heure 28 minutes réalisé par William Karel en 2007 pour Canal+.
Sélectionné pour le festival du film américain de Deauville en 2008.
Dernier rôle de Cyd Charisse avant sa disparition en 2008 et dernier film de Kirk Douglas.

## Synopsis
William Karel rend hommage au cinéma américain et plus particulièrement au film noir en inventant une nouvelle fiction à partir des films emblématiques du Cinéma noir américain. Des acteurs mythiques de l'âge d'or hollywoodien, tels Kirk Douglas, Mickey Rooney ou Ben Gazzara, grâce à leur participation bienveillante au nouveau scénario, redonnent vie au New York des années 30 et 40, sur fond de prohibition, de mafia et de guerre des gangs.
À l'aide d'images d'archives et d'extraits de films policiers, ils retracent l'histoire de Penny Baxter, assassinée il y a soixante ans par son mari, un mafieux notoire. Jim, le policier chargé de l'affaire, raconte comment il n'avait pas pu empêcher ce meurtre, ni celui d'une jeune fille de 13 ans, unique témoin. Plus d'un demi-siècle après les événements, d'autres protagonistes reviennent sur cette sombre histoire.

## Fiche technique
- Titre : Meurtres à l'Empire State Building
- Réalisation : William Karel
- Scénario : William Karel, Jérôme Charyn
- Production : Bernard Tibi et Dominique Tibi

## Distribution
- Ben Gazzara : Paulie Genovese
- Mickey Rooney : Mickey Silver
- Kirk Douglas : Jim Kovalski
- Cyd Charisse : Vicky Adams
- Richard Erdman : Eddie Walker
- Anne Jeffreys : Betty Clark
- Marsha Hunt : Norah Strinberg
- Sara Sumara : Penny Baxter (voix)
- Patrick Floersheim : récitant / narrateur (voix)
- Wolfgang Draeger : narrateur (voix)
- Lauren Bacall : Penny Baxter (extrait de film)
- James Cagney : Tony (extrait de film)
- Van Heflin : Bobby (extrait de film)
- Edward G. Robinson : Brassi (extrait de film)
- Lizabeth Scott : Lisa (extrait de film)
- Simone Simon : Audrey (extrait de film)
- Lawrence Tierney : Rico (extrait de film)
- Richard Widmark : Stan (extrait de film)